# فلورنسا تان
فلورنسا تان هي ممثلة ماليزية، ولدت في 30 يونيو 1977 في ماليزيا.

## وصلات خارجية
- فلورنسا تان على موقع IMDb (الإنجليزية)
- فلورنسا تان على موقع قاعدة بيانات الفيلم (الإنجليزية)
- فلورنسا تان على موقع كينوبويسك (الروسية)